# Ивица Мажар
Иван Ивица Мажар (Бања Лука, 1915 — Петриња, 2. септембар 1941), учесник Народноослободилачке борбе и народни херој Југославије.

## Биографија
Рођен је 1915. године у Бањој Луци. Потиче из револуционарне породице Николе и Марије Мажар. Његов отац, финансијски инспектор, умро је 1927. године, па је бригу о многочланој породици преузела мајка. Читава породица је учествовала у Народноослободилачкој борби: мајка Марија, браћа Бошко, Јосип и Драго и сестра Нада. Његова два брата, Јосип и Драго, такође су проглашени за народне хероје.
Још као ученик нижих разреда гимназије прикључио се омладинском револуционарном покрету. На њега је, поред старијег брата Јосипа, највећи утицај имао бањалучки револуционар Никица Павлић. Године 1935, као матурант, постао је члан СКОЈ-а и руководилац средњошколске омладине у Бањој Луци. Крајем 1936. године, уз помоћ браће и неких својих другова, основао је илегалну омладинску технику где су преписивани и умножавани материјали за рад револуционарне омладине. Учествовао је у раду КУД-а „Пелагић“.
После завршене Трговачке академије, студирао је на Економском факултету у Загребу. За време студија придружио се студентском покрету. Заједно са групом студената често је одлазио у предузећа и помагао акције радника; држао је предавања на скуповима радника и омладине. Члан Комунистичке партије Југославије постао је 1937, а члан Месног комитета КПЈ за Бању Луку 1938. године. Највише је радио с омладином, коју је предводио у време штрајкова и демонстрација. Организовао је посете омладине из Бање Луке по селима Босанске крајине. Као један од главних вођа и организатора омладинског покрета у Бањој Луци, често је хапшен и прогањан од полиције.
Као истакнути скојевски руководилац присуствовао је Првој обласној конференцији СКОЈ-а за Босанску крајину, одржаној у лето 1940. године. На овој конференцији поднео је реферате „О међународној политичкој ситуацији“ и „О раду и задацина СКОЈ-а“ и изабран је за секретара Обласног комитета СКОЈ-а за Босанску крајину. Био је учесник Прве и Друге обласне конференције КПЈ за Босанску крајину. Спроводећи закључке о одбрани земље, донесене на Петој земаљској конференцији КПЈ, октобра 1940. године у Загребу, Месни комитет КПЈ за Бању Луку је формирао „Комитет за одбрану земље“, а Мажар је изабран за његовог члана.
После краткотрајног Априлског рата и окупације Краљевине Југославије, 1941. године. учествовао је у припремама устанка. Јуна 1941. године, Успео је да избегне хапшење које је припремала усташка полиција и отишао из Бање Луке. Крајем јула, као делегат Окружног комитета КПЈ за Босанску крајину, послат је у Јајце да преузме руковођење припремама и подизањем устанка. У Јајцу га је 6. августа ухапсила усташка полиција. Пошто је полиција дознала да партијска организација у Јајцу планира његово ослобађање, пребачен је у Бању Луку, а потом у Глину. Тамо су га усташе подвргле испитивању и мучењу. Потом је пребачен у Госпић, одакле је 2. септембра 1941. године одведен у Петрињу, где је стрељан. После ослобођења, његови посмртни остаци су пренесени и сахрањени на Партизанско спомен-гробље у Бањалуци.
Указом председника Федеративне Народне Републике Југославије Јосипа Броза Тита, 27. јула 1953. године, проглашен је за народног хероја.